# Eduard Ferdinand Angerstein

Eduard Ferdinand Angerstein (vor 1896)

Eduard Ferdinand Angerstein (* 1. September 1830 in Berlin; † 23. Juli 1896 ebenda) war ein deutscher Arzt und Turnreformer. Er gilt als einer der deutschen „Turnväter“, die sich im 19. Jahrhundert um das Turnen besonders verdient gemacht haben.

## Leben und Wirken
Er war der uneheliche Sohn der unverheirateten Maria Charlotte Angerstein aus Havelberg. Wilhelm Angerstein war sein jüngerer Bruder. Angerstein studierte nach dem Schulbesuch ab Ostern 1850 in Berlin Medizin und promovierte 1854 zum Dr. med. Als Assistent von Dr. Neumann, des preußischen Vertreters des schwedischen Turnens, kam er frühzeitig mit der Turnbewegung in Kontakt, die sein weiteres Leben prägen sollte. Er setzte sich intensiv für die Pflege des Turnens in Schule und Verein ein. 1856 gründete er in Berlin eine eigene Arztpraxis und wurde 1890 zum Professor ernannt.
Seit 1857 war er Vereinsmitglied und bis 1863 Vorsitzender des Berliner Turnrates. Gleich zu Beginn gründete er 1857 eine Turnanstalt in Berlin und betreute seit 1864 als städtischer Oberturnwart das Schulturnwesen in Berlin. In dieser Zeit war er auch einer der Hauptorganisatoren des ersten internationalen deutschen Turnfestes 1860 in Coburg und wurde 1861 in den Fünferausschuss gewählt. 1863 gründete er mit Fritz Siegemund die Berliner Turnerschaft, war 1868 am Zusammenschluss der deutschen Turner zur „Deutschen Turnerschaft“ und 1893 an der Gründung des „Deutschen Turnlehrervereins“ beteiligt, dessen Erster Vorsitzender er wurde. Im Alter von 66 Jahren riss ihn der Tod aus dem Leben.
Als Turnreformer vertrat Angerstein die traditionelle Turnart Jahns im Freien gegen die vorwiegend in Schweden vertretene Gymnastik und die künstlich zusammengesetzten Bewegungsformen des Turnens in den Hallen.

## Schriften (Auswahl)
- Theoretisches Handbuch für Turner. Zur Einführung in die turnerische Lehrthätigkeit. Eine Uebersicht über das Wissensgebiet des Turnens. 1870.
- Die Grundsätze des Turnbetriebes in der städtischen Turnhalle in Berlin. Berlin o. J.